# Fernandocrambus augur
Fernandocrambus augur là một loài bướm đêm trong họ Crambidae. Nó được mô tả lần đầu bởi Stanisław Błeszyński vào năm 1965. Nó được tìm thấy tại Chile.